# Rolandiella
Rolandiella là một chi ốc biển, là động vật thân mềm chân bụng sống ở biển thuộc họ Muricidae, họ ốc gai.

## Các loài
Các loài thuộc chi Rolandiella bao gồm:
- Rolandiella scotti (Marshall & Burch, 2000)[2]
- Rolandiella umbilicatus (Tenison-Woods, 1876)[3]